# Mike Wirth
Michael K. Wirth (* 15. Oktober 1960) ist ein US-amerikanischer Unternehmer und seit 2018 Chief Executive Officer (CEO) des Mineralölkonzerns Chevron, dessen stellvertretender Vorstandsvorsitzender er zuvor war.

## Ausbildung
Nach dem High-School-Abschluss studierte Wirth Chemieingenieurwesen an der University of Colorado und schloss 1982 mit einem Bachelor ab.

## Beruflicher Werdegang
Wirth begann 1982 bei Chevron und arbeitete in verschiedenen Arbteilungen wie Entwicklung, Bau und Produktion. 2001 wurde er Vermarktungsleiter (President of Marketing) für Asien, Afrika und den Nahen Osten.
Er war Aufsichtsratsmitglied für Caltex Australia und GS Caltex. 2018 löste er John S. Watson als CEO von Chevron ab. Wirth ist Aufsichtsratsmitglied für das American Petroleum Institute, die Lobbyorganisation der US-amerikanischen Mineralölindustrie.

## Kritik
Chevron ist das Unternehmen mit dem mithin größten CO2-Ausstoß aller privaten Unternehmen weltweit. Dennoch war das Unternehmen auch unter Wirths Führung in Greenwashing verstrickt, das die Federal Trade Commission als Irreführung von Kunden einstufte. Nachdem der CNBC-Moderator Jim Cramer Wirth daraufhin fragte, ob das Unternehmen künftig in erneuerbare Energien investieren wolle, antwortete dieser daraufhin, das Unternehmen werde auf seine Shareholder „zugehen und sie Bäume pflanzen lassen“.
2022 ernannte die britische Tageszeitung The Guardian Wirth aufgrund der anhaltenden Taktik seines Unternehmens, die Umweltauswirkungen herunterzuspielen, zu einem der „Top-Klimaganoven“ der USA. Die von Adam McKay gegründete Medienplattform Yellow Dot Studios nannte Mike Wirth den „bösesten Mann der Welt“.